# 蔡东旭
蔡东旭（韓語：채동욱，1959年1月2日—），大韩民国首爾特別市人，韩国政治人物、第39任大韩民国监察总长。

## 生平
毕业于首尔师范大学附属高中，后考入首尔大学法学院，并深造研究生院。1982年，通过了第四次司法考试合格。并在1988年，就职于地方监察厅。1996年，担任首尔高等检察厅检察官。2005年，担任釜山高等检察厅检察官、国家清廉委员会执法官。2009年，担任法务部法务室主任。2012年，担任首尔高等检察厅检察长。
2013年，担任韩国检查总长，因推动调查国家情报院涉嫌干涉总统选举，因而得罪总统府。2013年9月，韩国《朝鲜日报》9月曝料称蔡东旭自1999年起与某女子保持婚外情近十年，两人在2002年生下一子。蔡东旭在起诉《朝鲜日报》后又撤回了起诉，表示会在进行亲子鉴定之后再采取法律手段。同月30日，因深陷婚外情和私生子传闻而主动请辞。金镇太担任第40任监察总长。2014年5月7日，韩国首尔中央地方检察厅发布了蔡东旭的私生子丑闻调查结果，检方表示私生子传言基本属实。